# Victor Nováček
Victor Nováček, psán též Viktor (1875? Temešvár – 3. března 1914 Helsinky) byl český houslista a hudební pedagog.

## Život
Victor Nováček byl nejmladším synem hudební rodiny Nováčků. Jeho otec, Martin Nováček, pocházel z Horažďovic, vystudoval Varhanickou školu v Praze, ale usadil se v Temešváru, kde byl sbormistrem v pravoslavném chrámu, dirigentem Filharmonické společnosti a ředitelem místní hudební školy. Jeho bratři, Rudolf, Otakar a Karel se stali také hudebníky. Hudební vzdělání tak získal v rodině. Stal se členem rodinného kvarteta. Ve svých 13 letech, 9. prosince 1888, hrál jako první houslista tohoto kvarteta v rámci 15. filharmonického matiné Haydnův kvartet op. 2, č. 5, Trio op. 15 pro housle, violoncello a klavír Bedřicha Smetany a Smyčcový kvintet op. 87 Felixe Mendelssohna- Bartholdyho. O rok později hrál již s orchestrem 1. houslový koncert Niccola Paganiniho.
Studoval na Pražské konzervatoři a na Vysoké škole hudební a divadelní v Lipsku. Za své houslové mistrovství zde získal cenu Roberta Schumanna. Krátce studoval i v Berlíně u Josepha Joachima.
Hodlal v rodném Temešváru otevřít houslové interpretační kurzy, ale dostal nabídku stát se koncertním mistrem Helsinské filharmonie, takže na realizaci tohoto projektu nedošlo. V Helsinkách působil také jako profesor houslové hry na tamní Akademii. Dne 8. února 1904 měl tu čest uvést premiéru Houslového koncertu d-moll op. 47 Jeana Sibelia pod taktovkou autora.
Zemřel v Helsinkách 3. března 1914.